# 伊里舒姆二世
伊里舒姆二世（英語：Erishum II）（？—前1809年），古亚述时期的亚述国王（公元前1815年—公元前1809年在位）在位约6年为沙姆希阿达德一世推翻。
| 前任： 纳拉姆辛 | 亚述国王 前1815年—前1809年 | 繼任： 沙姆希阿达德一世 |